# Повесть временных лет (мультфильм)
«По́весть временны́х лет», или «По́весть мину́вших лет» (бел. «Аповесць мінулых гадоў») — серия историко-познавательных мультфильмов о возникновения гербов белорусских городов, выпущенная студией «Беларусьфильм». Автор идеи и художественный руководитель — Игорь Волчек. Мультфильмы сняты в смешанной технике, первая серия вышла в 2006 году.

## Мультфильмы

### Повесть временных лет (2006)
В первом фильме рассказывается история возникновения гербов нескольких областных центров — Минска, Бреста и Гродно.
Мультфильм длится 6 минут. Автор сценария — Дмитрий Якутович. Режиссёры-постановщики: Игорь Волчек, Михаил Тумеля, Александр Ленкин и Владимир Петкевич.

### Повесть временных лет 2 (2007)
Продолжение истории о возникновении гербов областных центров Беларуси, на этот раз Гомеля, Витебска и Могилева.
Длительность — 7 мин 22 сек. Автор сценария — М. Песелева; режиссёры-постановщики — Наталия Хаткевич, Ирина Кодюкова, Александр Ленкин и Михаил Тумеля.

### Повесть временных лет 3 (2008)
В новую мультипликационную картину вошли фильмы о гербах Полоцка, Шклова, Мозыря, Червеня, Пружан и Новогрудка — по одному городу из каждой области.
Длительность мультфильма составляет 13 минут. Авторы сценария — Михаил Тумеля и Евгений Надточей; режиссёры-постановщики — Александр Ленкин, Михаил Тумеля, Наталья Костюченко, Наталия Хаткевич, Евгений Надточей и Татьяна Кублицкая.

### Повесть временных лет 4 (2010)
В четвёртой части рассказывается о гербах таких городов, как Браслав, Кореличи, Логишин, Брагин, Горки и Заславль. Длительность серии составляет 13 минут.
Режиссёры-постановщики — Александр Ленкин, Михаил Тумеля, Ирина Кодюкова, Наталия Хаткевич, Евгений Надточей и Наталья Костюченко.

### Повесть временных лет 5 (2012)
Рассказ о гербах Коссова, Солигорска, Быхова, Турова, Слонима и Копыси.
Длительность мультфильма — 13 минут. Автор сценария — Дмитрий Якутович; режиссёры-постановщики — Юлия Титова, Татьяна Кублицкая, Александр Ленкин и Наталья Костюченко.

### Повесть временных лет 6 (2014)
В этой серии рассказ идёт о гербах Лельчиц, Бобруйска, Лиды, Слуцка, Городка и Пинска. Длительность серии составляет 13 минут. Впервые в сериале использована пластилиновая анимация (сюжет о гербе Бобруйска).
Авторы сценария — Ольга Птичкина, Сергей Булыга, Александр Ленкин, Михаил Тумеля, Евгений Надточей и Дмитрий Якутович; режиссёры-постановщики — Михаил Тумеля, Ирина Тарасова, Наталья Костюченко, Руслан Синкевич, Мария Матусевич, Ксения Марьянкова и Евгений Надточей.

## Призы
- 2009 — Приз за лучшее изобразительное решение художникам-постановщикам (Повесть временных лет 3), Открытый российский фестиваль анимационного кино (Суздаль).
- 2009 — Гран-при «Хрустальный карандаш» в номинации «Лучший мультипликационный фильм» (Повесть временных лет 3), Анимаёвка (Могилёв)[3].
- 2010 — Приз за лучший анимационный фильм (Повесть временных лет 2), VII Республиканский фестиваль белорусских фильмов (Брест)[2].
- 2010 — Приз за лучший анимационный фильм (Повесть временных лет 3), VII Республиканский фестиваль белорусских фильмов (Брест)[3].